# 三矢誠
三矢 誠（みつや まこと、1958年12月13日 - ）は、日本の実業家。アイシン精機代表取締役副社長、トヨタ自動車顧問、名古屋商工会議所副会頭、東和不動産取締役、アドヴィックス監査役等を歴任した。

## 人物・経歴
1981年名古屋大学経済学部卒業。小川英次ゼミ出身。同年アイシン精機入社。経理を担当し、2002年アイシン精機経理部副部長。2005年アイシン精機常務役員。2009年アイシン精機専務取締役。2012年アイシン精機取締役・専務役員。2013年からアイシン精機代表取締役副社長を務め、経営改革を進めた。2017年エクセディ取締役。2018年には小林耕士の後任として、アイシン精機からは初となる名古屋商工会議所副会頭に就任。2021年アドヴィックス監査役。東和不動産取締役、アイシン・エィ・ダブリュ監査役、トヨタ自動車顧問、メディカル・デバイス産業振興協議会代表理事、メッセナゴヤ実行委員会委員長等も歴任した。